# فاما (ستو مار)
فاما، ستو مار (بالإنجليزية: Vama, Satu Mare)‏ هي commune of Romania تقع في رومانيا في مقاطعة ساتو ماري. يقدر عدد سكانها بـ 3,670 نسمة .